# Silinder Pardesi
Silinder Pardesi es un cantante y compositor indio de música Bhangra, actualmente reside en Midlands Occidentales, Inglaterra, Reino Unido. Fue además vocalista y fundador de una banda musical británica llamada  ‘The Pardesi Music Machine’, dedicada por interpretar la música Bhangra. A partir de 1994 inicia su carrera musical en solitario,  en los últimos 30 años Silinder Pardesi ha publicado más de veinte álbumes y ha colaborado con reconocidos artistas como Rishi Rich y Neeru Bajwa.
Silinder Pardesi se graduó de la Universidad de Aston, en Birmingham, Inglaterra y tiene además una licenciatura en Ingeniería Electrónica.

## Discografía
| Lanzamiento | Álbum                   | Etiqueta                         |
| ----------- | ----------------------- | -------------------------------- |
| 2010        | Akhiyan                 | Hi-Tech Music                    |
| 2008        | Hey Soniye              | Hi-Tech Music/Tips Music (India) |
| 2003        | Firing On All Silinders | Hi-Tech Music                    |
| 2001        | Destiny                 | Hi-Tech Music                    |
| 1999        | Memories                | Oriental Star Agencies           |
| 1998        | Exposure                | Oriental Star Agencies           |
| 1997        | Bollywood Seduction 2   | Roma Music Bank                  |
| 1996        | Pump'n Up Again         | Roma Music Bank                  |
| 1996        | King of Kings           | Roma Music Bank                  |
| 1995        | Death Jamm 3            | Roma Music Bank                  |
| 1995        | On a Dance Trip         | Roma Music Bank                  |
| 1995        | Bollywood Seduction     | Roma Music Bank                  |
| 1995        | Planet Earth            | Roma Music Bank                  |
| 1995        | Spectrum                | Roma Music Bank                  |
| 1995        | No to Nasha             | Roma Music Bank                  |
| 1993        | Full Badmashi           | Pardesi Record Company           |
| 1992        | Just Badmashi           | Pardesi Record Company           |
| 1990        | Shake Yer Pants         | Oriental Star Agencies           |
| 1988        | Pump Up The Bhangra     | Oriental Star Agencies           |
| 1987        | Nashay Diye Band Botlay | Oriental Star Agencies           |

### Religious
| Year | Album                            | Record label           |
| ---- | -------------------------------- | ---------------------- |
| 2011 | Ek Onkar                         | Hi-Tech Music          |
| 1994 | Mitter Pyare Noo                 | Roma Music Bank        |
| 1986 | Shabad Gurbani and Geet Guran De | Oriental Star Agencies |

### Religiosos
| Año  | Álbum                            | Etiqueta               |
| ---- | -------------------------------- | ---------------------- |
| 2011 | Ek Onkar                         | Hi-Tech Music          |
| 1994 | Mitter Pyare Noo                 | Roma Music Bank        |
| 1986 | Shabad Gurbani and Geet Guran De | Oriental Star Agencies |